# Тедер, Индрек
Индрек Тедер (эст. Indrek Teder, род. 3 декабря 1957, Тарту) — эстонский юрист и государственный деятель. Бывший канцлер юстиции Эстонии.

## Биография
До того, как стать канцлером юстиции, Тедер был партнером в адвокатском бюро "Teder, Glikman & Partnerid".
Окончил юридический факультет Тартуского университета в 1983 году и в этом же году начал адвокатскую практику.
В 1989 был одним из основателей объединения Ühendus Res Publica. Был членом Конгресса Эстонии. Входит в Общество эстонских студентов.
С 10 марта 2008 года занимал должность канцлера юстиции Эстонии, на которой он сменил Аллара Йыкса. 9 марта 2015 года покинул пост канцлера юстиции.

## Семья
Женат, супруга – Реет Тедер (Reet Teder), советник по вопросам политики в эстонской Торгово-промышленной палате.